# Corpo de Estado-Maior
O Corpo de Estado-Maior (CEM) constituía um serviço e um quadro do Exército Português, composto apenas por oficiais, criado em 1834 e extinto em 1974. Entre 1899 e 1938, teve a designação de Serviço do Estado-Maior (SEM). Considerado muito elitista, o CEM foi extinto a seguir à Revolução dos Cravos.
Os oficiais do CEM prestavam sobretudo funções no Estado-Maior do Exército, em outros órgãos centrais do Exército e nos estados-maiores das grandes unidades. Entre outras funções, competia-lhes a preparação das operações militares e dos exercícios de armas combinadas, o estudo de organização e mobilização dos exércitos, de defesa nacional, do emprego de fortificações, dos transportes e da história militar e a coadjuvação do comando junto dos quartéis-generais.

## História
Até 1834, o recrutamento de oficiais para o desempenho do serviço de estado-maior era realizado pelo Comandante-em-Chefe do Exército, que escolhia para esse fim oficiais das diversas armas, seguindo o que estava estabelecido para o serviço de estado-maior no Regulamento para a Organização do Exército, de 21 de fevereiro de 1816.
Pelo Decreto de 18 de julho de 1834, foi criado e organizado o Corpo do Estado-Maior com um quadro de pessoal composto por 40 oficiais (dois coronéis, oito tenentes-coronéis ou majores, 16 capitães e 16 tenentes).
Na sequência da reforma do ensino militar de 1837, foi criado um programa de formação para oficiais destinados ao CEM, dividido em dois ciclos. O primeiro ciclo era frequentado na Escola Politécnica de Lisboa e consistia no Curso Preparatório de Engenharia e Estado-Maior, com a duração de quatro anos. O segundo ciclo era frequentado na Escola do Exército e consistia no Curso de Estado-Maior, com a duração de dois anos. Concluído o Curso de Estado-Maior, os oficiais ingressavam diretamente no CEM sem antes pertencerem e prestarem serviço em outras armas.
Pelo Decreto de 16 de novembro de 1841, o quadro passou a ser constituído por dois coronéis, três tenentes-coronéis, três majores, 16 capitães e 16 tenentes. Pelo Decreto de 20 de dezembro de 1849, o CEM foi reorganizado, passando a ser constituídos por um general (comandante do corpo), dois coronéis, três tenentes-coronéis, três majores e 20 capitães.
Em 1890, o Curso de Estado-Maior da Escola do Exército passa a ser um curso complementar acessível apenas a oficiais já formados com outros cursos e passa a designar-se "Curso Superior de Guerra". A designação é alterada para "Curso de Guerra" em 1891, voltando à designação de "Curso de Estado-Maior" em 1894. A partir de então, o recrutamento de oficiais para o CEM deixa de ser feito diretamente - com os seus membros a fazerem toda a sua carreira militar no seio do mesmo - e passa a ser feito de entre os oficiais das diversas armas do Exército. 
O CEM foi transformado em Serviço de Estado-Maior, no âmbito da reorganização do Exército Português estabelecida pelo Decreto com força de Lei de 7 de setembro de 1899. O SEM ficava a cargo da Direção-Geral do Serviço de Estado-Maior, dos estados-maiores das divisões e dos estados-maiores das brigadas e infantaria e de cavalaria.
Até 1927, o Curso de Estado-Maior continuou a ser ministrado na Escola do Exército e suas sucessoras (Escola de Guerra e Escola Militar). Pelo Decreto nº 13645 de 21 de maio de 1927, foi organizada a título definitivo, a Escola Central de Oficiais, onde passou a responsabilidade de ministrar o Curso de Estado-Maior (para além dos cursos de informação para promoção dos tenentes, capitães, tenentes-coronéis e coronéis aos postos imediatos).
Pelo Decreto nº 28401, de 31 de dezembro de 1937, o SEM voltou a designar-se Corpo do Estado-Maior, sendo composto por 12 coronéis, 12 tenente-coronéis, 20 majores e 40 capitães.
O Decreto nº 30264, de 10 de janeiro de 1940, estabelece o Instituto de Altos Estudos Militares (substituindo a Escola Central de Oficiais), responsável por ministrar o Curso de Estado-Maior, bem como o Curso de Altos Comandos (destinado à preparação dos coronéis para promoção a oficial general).
Pelo Decreto-Lei nº 39053, de 26 de dezembro de 1952, o Curso de Estado-Maior é substituído pelo Curso Complementar de Estado-Maior, passando também a existir o Curso Geral de Estado-Maior. O Curso Geral destinava-se a habilitar os oficiais para o exercício de funções de estado-maior em unidades de escalão divisão ou inferior, podendo ao mesmo ser admitidos tenentes ou capitães de qualquer arma, que satisfizessem determinadas condições. O Curso Complementar destinava-se a habilitar os oficiais para as funções de estado-maior em unidades de escalão corpo de exército e superiores, sendo acessível a oficiais com o Curso Geral propostos pelo chefe do Estado-Maior do Exército, que satisfizessem certas condições. Só poderiam ingressar no CEM, os oficiais com o Curso Complementar de Estado-Maior, mas a sua conclusão com aproveitamento não dava ingresso automático no mesmo. 
O CEM foi extinto em 1974, através do decreto-lei n° 634/74 de 20 de novembro, sendo os seus membros reintegrados nas suas armas de origem.